# Polder van Dronthen
De Polder van Dronthen is een polder bij Kampen, zuidwestelijk, op de grens van de provincies Overijssel en Gelderland.  Met uitzondering van de veertiende-eeuwse Zwartendijk in het oosten, die is aangelegd om de stad Kampen tegen overstromingen te beschermen, dateert de bedijking van de polder uit het begin van de zeventiende eeuw. Ze is in later eeuwen wel versterkt, maar was bij hoogwater niet zeewerend, het was een zogenoemde 'buitenpolder'. Pas na 1872 werd door het speciaal daarvoor opgerichte waterschap De Bedijking langs Dronthen een zeewerende dijk aangelegd. Dit was een reden waarom er weinig boerderijen in de polder gevestigd werden. Ten westen van Kampen bevond zich wel de buurtschap Dronthen, waar Dronten in Oostelijk Flevoland naar genoemd is.